# Остаци манастира Светог Ђорђа у Словињу
Остаци манастира Светог Ђорђа у Словињу налазе се у насељеном месту Словиње, у општини Липљан, на Косову и Метохији. Представљају непокретно културно добро као споменик културе.
У старом српском селу које се помиње у повељама краља, а потом и цара Душана током прве половине 16. века, сачувани су остаци већег броја цркава. У то време је настао и манастир посвећен Светом Ђорђу, разорен почетком 19. века, а његов материјал разнет. Манастир је срушио самозвани господар Косова Јашар-паша Џинић, пореклом Албанац, да би од његовог материјала зидао мостове на реци Ситници.

## Основ за упис у регистар
Решење Покрајинског завода за заштиту споменика културе у Приштини, бр. 65 од 24. 1. 1967. Закон о заштити споменика културе (Сл. гласник СРС бр. 3/66).